# Trioza flixiana
Trioza flixiana är en insektsart som beskrevs av Burckhardt och Lauterer 2002. Trioza flixiana ingår i släktet Trioza och familjen spetsbladloppor. Inga underarter finns listade i Catalogue of Life.